# 百年の時計
『百年の時計』（ひゃくねんのとけい）は、2012年10月20日に公開（香川県にて先行公開。東京都では2013年5月25日より公開開始） された金子修介監督の日本映画。なお独立プロ系制作会社によるミニシアター方式の配給方法をとっているため、全国単位での一斉封切は行われない。封切日に関しては東京での公開日を標準とし、以降、巡回する各都市にて順次封切という形をとっている。

## 概要
高松琴平電気鉄道創業100周年記念事業 の一つとして全編香川県内オールロケによって制作されたご当地映画である。
制作にあたっては地元である香川県の政財界によって設立・支援された制作委員会「さぬき地産映画制作委員会」が結成され、この委員会のもとに制作された。また制作の過程において委員会は香川県内で外部による寄付や支援を募っている。これら一般の企業および市民によって得られた支援は「映画『百年の時計』サポータークラブ」として取りまとめられ、これに伴う出資・支援者・エキストラはエンドロール及び映画パンフレットにサポーターズクラブ員としてその名が掲載された。前述の香川県先行公開は、この成り行きからのものである。
なお、全編（作内映像等はのぞく）香川県内オールロケという制約上、クランクインからクランクアップまでの期間が2012年6月2日から同年6月29日までと短期間による撮影となっている。さらに10月の公開までの実制作の期間は5か月を切っており現代の独立プロ系映画としては異例の短期スケジュールであった。
主役を務める木南晴夏にとっては初の主演作品となる。また、香川県知事である浜田恵造と高松市長である大西秀人が本人役（大西はバックボーンが出ないイベント客として）で出演している。また主要人物として木内晶子が出ているが、木内は香川県出身であり、映画の製作および発表時は要潤と共に「うどん県副知事」（いわゆる香川県の観光大使）に任命されていた。
正式公開を前にして2012年の湯布院映画祭 や函館港イルミナシオン映画祭、さぬき映画祭 などの地方映画祭に積極的に出品を行っている。また香川県先行公開上映は同県にあるワーナー・マイカル・シネマズ各館（高松・綾川・宇多津の3館）にて行われた。当初の公開期間は10月20日から11月9日まで3週間の予定であったが、予定以上の集客があったために延長となり、当初は11月16日まで、後にさらに延長されて宇多津館が11月23日、綾川および高松が12月13日までの公開となった。
前述の通り独立プロ系の作品であるため、全国単位での封切は行われず、フィルムを全国の興行主に貸し出す巡回方式での公開となっている。そのため正式な全国公開の開始（正式封切日）は東京都での公開日を標準と定めている。当初は2013年初春を全国公開予定日としていたが、後に2013年5月25日に東京都のテアトル新宿にて上映開始予定 であることが発表。また大阪府においてもテアトル梅田にて2013年6月15日に上映予定とされ、両都市共にその発表の通りの公開となった。
なお配給は制作会社でもあるブルー・カウボーイズがメインとなっているが、一部の上映配給に関しては太秦株式会社が共同で担当している。

## 評価
- 2012年の先行公開上映の際に、香川県内上映映画興業ランキング（四国新聞社調べ、10月24日付）で1位を獲得している[7][8]。上記の先行公開時の延長上映は、この結果を受けてのもの。
- ぴあ調査による2013年5月25日公開映画の満足度ランキングで1位を獲得している[9]。

## あらすじ
香川県に在する高松市美術館に勤務する学芸員、神高涼香は地元出身にして現在では世界を代表する老前衛芸術家安藤行人の回顧展を企画・担当する。あるきっかけで以前より安藤のファンであった涼香は大喜びだったが安藤は気難しいことでも有名で、実は彼の仕事の交渉は安藤の娘が間に立ったマネージメントによるものであった。
本人との打ち合わせの当日。安藤を迎えにきた涼香たち美術館職員の前に姿を見せたのは、これまで仕事の交渉を続けてきた安藤の娘・美咲のみ。安藤は先に香川県に来ているという。てっきり美術館職員と落ち合っているものと思い込んでいた美咲と共に涼香は安藤を探す羽目に。安藤本人は片原町商店街で無事見つかったものの、その後も涼香は安藤の仕事を投げているかのような態度に翻弄されてしまう。
遊ばれていると思い激怒する涼香に安藤は言う。もう自分には作品を作る気力が無くなっているのだと。娘や共作者を始めとする、自らの周囲で動く者たちも自分の作品に魅力を感じてくれているのではなく、自分の作品が生み出す金や名声が目当てなのだと。
無気力と不信の塊となっていた安藤に、涼香は涙ながらに初めて安藤のインスタレーションに触れた時の思い出を語った。それは涼香が安藤のファンとなった原体験でもあった。そんな涼香に安藤は言う。自分が芸術家を志す出発点となった一つの懐中時計。百年の時を刻んできた、その時計の元の持ち主を探してほしいと。その時の思いが蘇れば作品を作る気力とアイデアがわくかもしれないと。
そして涼香は安藤と共に時計が刻んできた百年の刻を追体験する旅に赴くことになる。

## 登場人物・キャスト
神高涼香（かみたか すずか）
演 - 木南晴夏（幼少期・大里菜桜）
高松市美術館に勤める学芸員。三木町在住。自宅最寄り駅（そこまでは自転車通勤）は井戸駅。寝起きが悪く、いつも電車の発車ギリギリに飛び乗っている。
美術大学卒でありニューヨークへの美術留学経験あり。前衛芸術家・安藤行人のファンで卒業論文のテーマにするほど。美術館に就職した後、自身初の個人担当による仕事として安藤の回顧展を企画する。
よく言えば真面目で一所懸命な好感持てる女性だが、逆に融通が利かずに思いつめやすく、誰にも頼ることなく一人で突っ走り、他者からの援助の申し出も「じゃあ何ができるの」と問い詰めて相手が答えに窮すると「意味がない」と他者の好意を自覚なく切り捨てる悪癖がある。そのため周囲の人間（特に自身に近い人間）からは「付き合いのある人間を孤独にする」と酷評されることもある。
前述の美術留学中に母親を亡くしており、以来、父親とは最悪とまでは行かないまでも、ぎこちない関係が続いている。
安藤行人（あんどう こうじん）
演 - ミッキー・カーチス（若年期・近江陽一郎）
香川県出身の前衛芸術家。主な専門領域は彫刻とインスタレーションまたそれに伴うランド・アート。扱う主テーマは時間と記憶。
1980 - 90年代を代表する芸術家の一人で世界中から名声を得ており、現在も他作家との競作や展覧会・新作などの呼び声がかかる人物。しかし、その実態は美術をめぐるマネーゲームに疲れ果てた一人の老人であり、自らを「アイデアも枯れ果てて終わった芸術家」とすら評する無気力な人物。そのために涼香たちを引っ掻き回す。実は体を壊しており、体に負担をかける無茶な活動はできなくなっている。
ただ完全に芸術への情熱が冷め切っているわけではなく、自らの人生の集大成として「自身の過去」と向き合い、それを自らの芸術の集大成として表現したい思いはある。そのために涼香に自らの懐中時計（実は鉄道時計）を見せて、その来歴を探る旅につき合わせる。
若い頃は庵治石の石工（切り出し作業員）だった。幼い頃から絵を描くことが好きで美術の道に憧れはあったものの病弱な父を抱えて生活に喘ぐ日々の中で、美術の勉強ができずにその道を断念し石工となっていた。しかし美術・絵画への思いは醒めることなく、時折、近所の商店（古書店、銭湯など）に請われ、無料で店の看板を描いたりしていた。
安藤美咲（あんどう みさき）
演 - 木内晶子
安藤行人の娘。父の仕事やスケジュールを管理・マネージメントしているマネージャー。
父のあずかり知らぬところで多少強引な手法も厭わずに勝手に仕事を請けたり管理したりしているため、行人自身には少し疎まれている。
仕事のために頻繁に東京と香川県を往復せねばならず、香川に駐留を望む父を涼香に預ける。
父の体のことは知っており、余命いくばくもない父親の仕事で故郷に錦を飾らせてやりたく、なんとかして父の故郷・香川県での回顧展を成功させたいと願っている。
氏部由紀乃（うじべ ゆきの）
演 - 水野久美（若年期・中村ゆり）
安藤の持つ懐中時計の直前の持ち主。
旧家の若奥様だったが児童養護施設へのボランティアや安保闘争の集会に参加しフェミニズム思想を唱えるなど、家柄にそぐわない、らしからぬ行動をとっていたために親戚筋からは非常に疎まれ、最終的には離縁されてしまう。
溝渕健治（みぞぶち けんじ）
演 - 鈴木裕樹
高校時代から付き合っている涼香の彼氏。通称はケンちゃん。
高松琴平電気鉄道（ことでん）の運転士で長尾線に所属している。いつも駅で遅刻寸前の涼香を（業務の範囲内ではあるが）待ってあげたりもする好漢。
なんとか涼香の力になりたいと思っているが、自身は芸術に疎く理解もできないために、その申し出は涼香にとってはうざったいものと映っている。
菅原優（すがわら ゆう）
演 - 岩田さゆり
ことでん仏生山工場に勤務する女性電車整備士。健治の同僚で、彼に好意を持ち、積極的にスキンシップを図っている。そのため自覚なく涼香を苛立たせる。
実家は高松市松島町の古書店。その古書店は、かつて安藤が無名時代に看板を描いた店だった。そのため安藤に祖母に会わせてもらうように請われる。
前田（まえだ）
演 ‐ 木下ほうか
「ことでんタクシー」課長。
神高邦男（かみたか くにお）
演 - 井上順
涼香の父。「ことでんタクシー」（ことでんサービス株式会社タクシー事業部。高松琴平電気鉄道の関連会社）に勤務するタクシー運転手。
かつては町工場を経営していたが不況の折に金策にあえぎ、会社を倒産させてしまった過去を持つ。そのドサクサの中で妻の体を慮れずに病状を手遅れにしてしまい（本人いわく）「見殺し」にしてしまった。そのことが本人と涼香にとって苦い過去となっている。
神高芳江（かみたか よしえ）
演 - 池内ひろ美
涼香の母。故人。切り絵作家。その作品は涼香の家のあちこちに飾られている。涼香の芸術の目を開かせた原点でもある人物。
涼香がニューヨークに美術留学をしている間に故人となっており、そのことが神高父娘にとって大きなしこりとなっている。
岩下 二郎（いわした じろう）
演 ‐ 桜木健一
児童養護施設の所長。
高橋 千代美（たかはし ちよみ）
演 ‐ 小林トシ江
高橋 久雄（たかはし ひさお）
演 ‐ 螢雪次朗
千代美の甥。
菅原京子（すがわら きょうこ）
演 - 広瀬多加代（若年期・岩田さゆり〈二役〉）
優の祖母。若いころに安藤と知己であった。その当時は安藤に好意を抱くようなそぶりを抱いていた。
現在は痴呆症を患い孫の顔もわからなくなっている。

### 劇団員
安藤が高松市の商店街で仲良くなった劇団の役者たち。のち、安藤のインスタレーションに演者として協力する。括弧内は団員たちがインスタレーションで演じた役柄。
- 劇団員座長：野口雅弘
- 劇団員(モンペの女)：冨田じゅん
- 劇団員(明治の兵隊)：黒田耕平、中澤健太郎、久保圭一
- 劇団員(傷痍軍人)：三輪江一
- 劇団員(バブル時代のベネシャンスーツ男)：泊帝

### 友情出演・エキストラ
- 香川県知事：浜田恵造（友情出演）
- 高松市長：大西秀人（友情出演）

## スタッフ
- プロデューサー：金丸雄一
- 協力プロデューサー：岩本光弘・小松崎友子
- 現地協力ラインプロデューサー：田口稔
- 監督：金子修介
- 脚本：港岳彦
- 撮影：釘宮慎治
- 照明：田辺浩
- 美術：高橋俊秋
- 装飾：日野奈津子
- 編集：田辺賢治
- CGIディレクター：辻本貴則
- 音楽：中村由利子
- 録音アドバイザー：星一郎（スリーエス・スタジオ）
- 音響効果：伊藤克己（スワロ・プロ）
- 整音：武藤雅人
- 助監督：村上秀晃
- アシスタントプロデューサー：綾田真紀子
- プロジェクトアドバイザー：高野秀夫
- 協力：映画「百年の時計」サポータークラブ / 香川県フィルムコミッション
- 主題歌：「めぐり逢い」D-51[10]

## 主なロケ地
- 高松琴平電気鉄道 - 各駅、仏生山工場
- 高松市 - 高松市美術館、栗林公園、香川県庁、香川県立ミュージアム、サンポート高松、女木島、高松市立房前公園、さぬきこどもの国、片原町商店街、北浜アリー、宮武製麺所
- 東かがわ市 - 東かがわ手袋ギャラリー
- 宇多津町 - 結婚式場シェルエメール＆アイスタイル、サン・アンジェリーナ
- 綾川町 - 綾川町立昭和北保育所

以上は香川県公式観光サイトを参照。